# Schloss Lebenberg (Zuid-Tirol)
Schloss Lebenberg (Nederlands: kasteel Lebenberg) is een kasteel bij het dorp Tscherms in Zuid-Tirol (Italië), gelegen op een morenenheuvel voor de hellingen van de Marlinger Berg. Het kasteel is een van de grootste, volledig ingericht kastelen van Zuid-Tirol. Ook beschikt het over een Rococo - siertuin, wat niet typisch is voor deze omgeving.

## Geschiedenis
Het kasteel is waarschijnlijk in de tweede helft van de 13e eeuw gebouwd door de heren van Marling (Mering), die net als de Brandis een tak van de heren van Lana waren. Rudolf en Wolfgang von Mering (Marling) zijn gecertificeerd tussen 1236 en 1270. In 1260 noemt Rudolfs zoon zich Rudolf von Meringa en Lebenberg. Cunz von Mering komt voor in 1274. In 1286 noemden zijn zonen Ulrich, Lazarus en Konrad zichzelf von Lebenberg.
Het kasteel was tot 1426 in handen van de familie Lebenberg, die dit jaar - nadat in 1421 Leonhard von Lebenberg was overleden, wiens testament overgeleverd is - met Petermann von Lebenberg aan de mannelijke kant uitstierf. In hetzelfde jaar kwam het bezit van het kasteel via een huwelijk met erfgename Dorothea von Lebenberg toe aan Wolfhart (Wolfgang) Fuchs Fuchsberg. De lijn van Fuchs Fuchsberg bezat al de Jaufenburg in het Passeiertal en verwierf, eveneens in de 15e eeuw, het kasteel Freudenstein in Appiano. Ze hebben veel structurele wijzigingen en uitbreidingen aan het systeem aangebracht, zodat hun gebouwen nu gegroepeerd zijn rond kronkelende binnenplaatsen.
De familie Fuchs von Fuchsberg stierf in 1828 uit en het kasteel veranderde verschillende keren van eigenaar, voordat het in 1924 werd gekocht door de Nederlander Adriaan Abraham van Rossem van Sinoutskerke. Zijn familie woont nog steeds in een deel van het kasteel.

## Museum
In het onbewoonde deel van het kasteel bevindt zich een kasteelmuseum, welke jaarlijks geopend is van maart tot oktober. Bijzondere attracties zijn onder meer een middeleeuwse wapencollectie en een grote muurfresco in de ridderzaal, waarop de stamboom van de familie Fuchs met twaalf generaties en in totaal 264 figuren te zien is. Het interieur is door de huidige kasteelheren ingericht volgens oude beschrijvingen, plannen en inventarisatieregisters. Het verhaal gaat dat de Heilige Stephen kapel oorspronkelijk uit de 14e eeuw komt (gotische periode). Daarnaast heeft Schloss Lebenberg een spiegelzaal in rococo stijl met Venetiaanse spiegels en de zogenaamde Napoleontische zaal met een tegelkachel.